# Laura Kirkpatrick
Laura Kirkpatrick là một người mẫu Mỹ, cô được biết là người về nhì mùa thi thứ 13 của chương trình America's Next Top Model. Kirkpatrick được coi là người đáng yêu nhất trong suốt mùa thi, Ban giám khảo cũng như người xem đều rất yêu mến cô, mọi người ca ngợi nhân cách của cô, phong cách sống mạnh mẽ của một cô gái làng quê và chất giọng Kentucky mộc mạc.Trong một buổi trình diễn cô được giành được nhiều phiếu bình chọn của rất nhiều Fan hâm mộ, sau khi kết thúc cuộc thi cô còn giành được sáu tháng, phí thuê căn hộ ở New York.

## Thuở nhỏ
Laura Kirkpatrick sinh ra tại Stanford, Kentucky,cùng với cha Greg Kirkpatrick và mẹ của cô Jodie Hill Jones. Cô có hai em gái là Hannah và Jarrah và một người em trai tên Jeremy.Trước đây công việc thường ngày của cô là chăn nuôi gia súc chính trên nông trại của gia đình cô. Laura từ nhỏ đã mắc chứng khó đọc.Trước khi xuất hiện trên America's Next Top Model, cô từng làm phục vụ bàn tại nhà hàng. Kirkpatrick đã chúng cử tại Đại học Eastern Kentucky ở Richmond, Kentucky, trước khi tham gia ANTM, và cô là người đầu tiên trong gia đình học đại học. Tuy nhiên, sau cùng cô vẫn từ bỏ con đường đại học của mình và thực hiện ước mơ của mình, tham gia vào America's Next Top Model.

## America's Next Top Model
Laura đã theo đuổi sự nghiệp làm mẫu từ lâu trước khi cô xuất hiện trên truyền hình thực tế America's Next Top Model, và khi nhìn vào tấm áp phích quảng cáo của ANTM (Đội hình không quá 1m70. Đừng nghi ngờ. ĐẶT HÀNG NGAY!), bà ngoại của cô cũng như người bạn tốt nhất của cô đã khuyến khích cô tham dự mùa thi đặc biệt chỉ dành riêng cho các cô gái có chiều cao không được ưu ái trong ngành đào tạo người mẫu. Ngay từ giây phút đó Kirkpatrick đã biết đây chính là cơ hội của mình, cô nhanh chóng quyết định đến Chicago, Illinois, nơi cô tham gia thi tuyển vào ANTM. Và thật bất ngờ Laura Kirkpatrick cô gái miền quê 19 tuổi đã chọn và bắt đầu bước vào con đường tranh đấu để có thể thực hiện ước mơ làm người mẫu của chính mình.
| “ | Chưa bao giờ tôi nghĩ mình sở hữu một thân hình đầy đặn và hấp dẫn, nhưng trong giới người mẫu cân nặng và chiều cao thấp bé là chuyện rất nghiêm trọng. Mấu chốt tạo nên sự thú vị là hình thể mỗi người khác nhau, hệt như bông tuyết. Chính vì thế người này không giống như người kia không có nghĩa là cô ta không đẹp. | ” |

Cô luôn được ban giám khảo đánh giá cao về thực lực và cá tính mạnh mẽ của chính mình. Nhờ có chất giọng miền quê Kentucky mạnh mẽ mà cô được chú ý hơn, tuy nhiên cũng vì chất giọng Kentucky mà cô cũng chịu nhiều lời phê bình. Nigel Barker từng nói "Tôi biết rằng ở suy nghĩ của họ, tất cả họ đều không muốn có một Cover Girl có chất giọng như thế trừ khi cô ấy siêu nổi tiếng". Laura đã cố gắng liên tục thay đổi những gì vốn có nhưng diều ấy lại làm cô mất lửa trong cuộc thi. Laura là một trong những thí sinh chưa bao giờ rót chót nhưng cũng chưa bao giờ có được tấm ảnh xuất sắc nhất trong tuần. Mặc dù có tấm ảnh đẹp nhất mùa đó tại rạp xiếc Cirque du Soleil nhưng vì hợp tác không ăn ký với các bạn nên tuần thi đó nên tấm ảnh không được đánh giá cao. Đối với sàn diễn thời trang, đó cũng là một phần của kinh nghiệm làm người mẫu của cô.
Kirkpatrick bị mắc chứng khó đọc từ nhỏ và điều đó cũng là một khó khăn lớn của cô trong một số thách thức, đặc biệt là trong khi cô được hỗ trợ bằng máy chạy chữ để quảng cáo truyền hình Cover Girl, đó là một trong những cuộc thi cuối cùng của mùa giải. Cô luôn mặc váy của bà cô, Wanda Sue Kirkpatrick. Laura đã cố gắng đi đến vòng cuối cùng của cuộc thi nhưng kết quả chung cuộc Nicole Fox đã nỗ lực vượt qua và giành chiến thắng mùa thi thứ 13. Cô và Nicole luôn là bạn thân từ suốt mùa giải tới giờ mặc dù cô tự tin vào khả năng mạnh mẽ của mình và cô cũng thừa nhận Nicole đúng là một đối thủ nặng ký, nhưng cuối cùng Fox đã chiến thắng, "tôi đã khóc rất nhiều trong vòng thi cuối đó, khóc cho đến khi hầu như tôi không còn có thể khóc, tuy nhiên bây giờ đã ổn cả rồi, tôi và Nicole đều có cùng công việc mình yêu thích".

## Thông tin khác
Mặc dù Kirkpatrick đã không giành chiến thắng America's Next Top Model,nhưng cô lại được nhiều bình chọn yêu thích của các fan hâm mộ trong lần thăm dò ý kiến của khán giả trong một buổi trình diễn được tổ chức sau khi kết thúc mùa thi thứ 13. Mặc dù margin không báo cáo lại lượng phiếu thu được, Kirkpatrick được các nhà sản xuất đã nói với cô ấy, cô đã giành được "rất nhiều hầu như tất cả số phiếu." Và kết quả của chiến thắng này là Laura được trao một sáu tháng, phí thuê căn hộ ở thành phố New York để theo đuổi cơ hội làm người mẫu. Sau khi cô có sáu tháng tại New York, Kirkpatrick đã lập kế hoạch để chuyển sang Đức và tiếp tục theo đuổi sự nghiệp người mẫu của cô.Laura nhận được cung cấp từ người mẫu đại diện một số công ty, bao gồm cả Tyra Banks 'Bankable Productions, blog chính thức của Laura là Laurasmodellife.com, cô dự kiến sẽ tham gia vào một cuộc diễu hành Giáng sinh tại trung tâm thành phố quê hương của cô ở Stanford vào ngày 5 tháng 12 năm 2009. Kirkpatrick cũng xuất hiện trên talk show " The Tyra Banks Show " Kirkpatrick cũng đã tham gia vào công việc tổ chức từ thiện cho năm 2010 cứu trợ trận động đất Haiti.

## Công việc người mẫu
Hiện tại cô vẫn đang tiếp tục theo đuổi sự nghiệp của mình